# Ґордон Томас (велогонщик)
Ґордон Томас (англ. Gordon Thomas, 18 серпня 1921 — 10 квітня 2013) — британський велогонщик.
Срібний призер Олімпійських Ігор 1948 року в командній шосейній гонці.